# Guy McIntyre
Guy Maurice McIntyre (* 17. Februar 1961 in Thomasville, Georgia) ist ein ehemaliger US-amerikanischer American-Football-Spieler auf der Position des Guards. Er spielte für die San Francisco 49ers, die Green Bay Packers und die Philadelphia Eagles in der National Football League (NFL).

## Frühe Jahre
McIntyre ging in seiner Geburtsstadt Thomasville, Georgia, auf die Highschool. Später besuchte er die University of Georgia. Für das Collegefootballteam spielte er zwischen 1979 und 1983 auf der Position des Offensive Guards und des Offensive Tackles.

## NFL
McIntyre wurde im NFL-Draft 1984 in der dritten Runde an 73. Stelle von den San Francisco 49ers ausgewählt. Mit den 49ers gewann er drei Mal den Super Bowl (XIX, XXIII, XXIV) und wurde in fünf aufeinander folgenden Jahren in den Pro Bowl gewählt. Nach seinem zehnjährigen Engagement bei den 49ers spielte er noch ein Jahr für die Green Bay Packers und zwei Jahre für die Philadelphia Eagles.